# Shīr Khvār Kolā
Shīr Khvār Kolā (persiska: شير خوار كلا, شير خوَر كُلا, شير خوَر كَلا) är en ort i Iran.   Den ligger i provinsen Mazandaran, i den norra delen av landet, 160 km nordost om huvudstaden Teheran. Antalet invånare är 555.
Terrängen runt Shīr Khvār Kolā är platt, och sluttar norrut. Runt Shīr Khvār Kolā är det tätbefolkat, med 550 invånare per kvadratkilometer. Närmaste större samhälle är Sari, 18,1 km öster om Shīr Khvār Kolā. Trakten runt Shīr Khvār Kolā består till största delen av jordbruksmark.